# Laureola bivomer
Laureola bivomer är en kräftdjursart som beskrevs av Barnard1960. Laureola bivomer ingår i släktet Laureola och familjen Armadillidae. Inga underarter finns listade i Catalogue of Life.